# Quốc hội Việt Nam khóa V
Quốc hội Việt Nam khóa V (nhiệm kỳ 1975-1976) với sự tham gia của 424 đại biểu, đây là kỳ quốc hội có thời gian ngắn nhất trong lịch sử Quốc hội Việt Nam, chỉ vỏn vẹn một năm nhiệm kỳ để tiến hành cuộc Tổng tuyển cử bầu Quốc hội chung của đất nước thống nhất. Đây cũng là kỳ Quốc hội đầu tiên trong bối cảnh lịch sử Việt Nam được tái thống nhất kéo dài từ tháng 4 năm 1975 đến tháng 4 năm 1976. Tuy nhiên, Quốc hội Việt Nam khóa V là đại diện của Việt Nam Dân chủ Cộng hòa, không đại diện cho Việt Nam sau khi thống nhất. Kỳ họp đầu tiên của Quốc hội khóa V kéo dài từ ngày 3 tháng 6 đến ngày 6 tháng 6 năm 1975.

## Kết quả bầu cử
Cuộc bầu cử được diễn ra vào ngày 6 tháng 4 năm 1975, diễn ra trong bối cảnh sau khi miền Nam hoàn toàn được giải phóng với 98,26% cử tri đi bỏ phiếu. Tổng số đại biểu được bầu là 424 người.
Thành phần đại biểu Quốc hội:
- Công nhân: 93
- Nông dân: 90
- Tiểu thủ công nghiệp: 7
- Quân đội: 28
- Tri thức xã hội chủ nghĩa: 93
- Nhân sĩ, tôn giáo: 12
- Ðảng viên: 314
- Ngoài Ðảng: 110
- Phụ nữ:137
- Dân tộc thiểu số:71
- Anh hùng lao động và chiến đấu: 25
- Thanh niên: (20-35 tuổi): 142
- Cán bộ ở Trung ương: 126
- Cán bộ ở địa phương: 298

## Các kỳ họp Quốc hội
Do là kỳ Quốc hội ngắn nhất nên trong nhiệm kỳ Quốc hội cũng có số lượng kỳ họp thấp nhất lịch sử Quốc hội Việt Nam.

### Kỳ họp Quốc hội đầu tiên
Kỳ họp Quốc hội đầu tiên của khóa V được diễn ra từ ngày 3 đến ngày 6 tháng 6 năm 1975 tại Nhà hát Lớn thành phố Hà Nội. Tại đây đã bầu:
- Chủ tịch nước: Tôn Ðức Thắng.
- Phó Chủ tịch nước: Nguyễn Lương Bằng.
- Uỷ ban Thường vụ Quốc hội gồm 19 thành viên chính thức và 3 thành viên dự khuyết.
- Chủ tịch Quốc hội: Trường Chinh.
- Thủ tướng Chính phủ: Phạm Văn Ðồng.
- Quốc hội bầu các uỷ ban: Uỷ ban pháp luật; Uỷ ban kế hoạch và ngân sách; Uỷ ban dân tộc; Uỷ ban văn hoá và xã hội; Uỷ ban thống nhất; Uỷ ban đối ngoại.

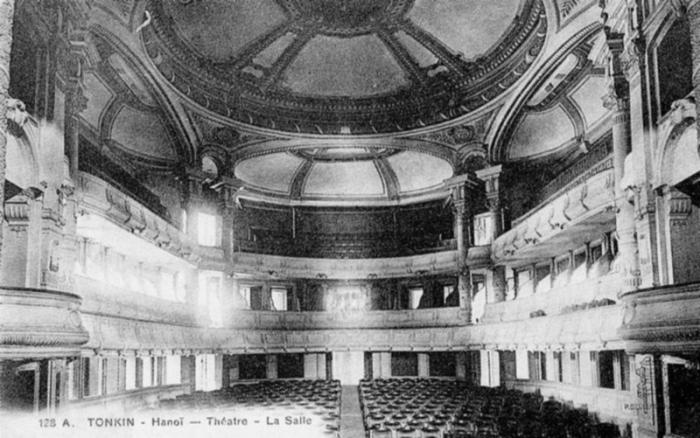
Bên trong Nhà hát Lớn Hà Nội, nơi diễn ra kỳ họp Quốc hội đầu tiên.

Tại kỳ họp thứ nhất, Quốc hội đã long trọng tuyên bố: “Hơn một trăm năm nay, đây là lần đầu tiên trên Tổ quốc thân yêu của chúng ta không còn một bóng tên xâm lược, dân tộc ta hoàn toàn làm chủ vận mệnh của mình. Từ đây nhân dân ta đời đời sống trong độc lập, tự do và hạnh phúc. Đó là thắng lợi có ý nghĩa lịch sử và có tính thời đại của dân tộc Việt Nam ta...”.

### Kỳ họp Quốc hội thứ hai
Kỳ hợp Quốc hội thứ hai được diễn ra từ ngày 22 đến 27 tháng 12 năm 1975, Quốc hội đã nhất trí phê chuẩn kết quả của Hội nghị hiệp thương chính trị thống nhất Tổ quốc.

## Dấu ấn nhiệm kỳ
Quốc hội nhất trí phê chuẩn kết quả của Hội nghị hiệp thương chính trị thống nhất Tổ quốc. Chính phủ Việt Nam gọi, Quốc hội khóa V là Quốc hội đầu tiên của thời kỳ xây dựng đất nước "đàng hoàng hơn, to đẹp hơn" như mong muốn của Chủ tịch Hồ Chí Minh.
Quốc hội quyết định kế hoạch Nhà nước năm 1976, năm thứ nhất của kế hoạch 5 năm lần thứ hai.